# Serge Dellamore
Serge Dellamore (Briey, 6 luglio 1950) è un ex calciatore francese, di ruolo attaccante.

## Caratteristiche tecniche
Era un'ala destra abile nel segnare da calcio d'angolo.

## Carriera
Ha totalizzato 245 incontri nella massima divisione francese, disputati prevalentemente con la maglia del Sedan e del Nîmes.

## Palmarès
- Campionato francese di seconda divisione: 1

Sedan: 1971-1972